# Atomic Shark
Atomic Shark ist ein US-amerikanischer Tierhorrorfilm aus dem Jahr 2016. Lisa Palenica führte Regie und war für das Drehbuch zuständig. Produziert wurde der Film von Platinum Assassin Productions.

## Handlung
Ein Wissenschaftler und Ingenieur lebt auf Turtle Island, Fidschi. Er arbeitet in einer staatlichen Einrichtung der US-Regierung, die sich mit internationalen Umweltproblemen beschäftigt. Er arbeitet an einem Gerät, das Elektrofrequenzen ins Wasser sendet. Dadurch können Haie daran gehindert werden, die von Touristen belagerten Küsten zu erreichen.
Er steht kurz vor der Vervollständigung und der Präsentation des Projekts. Da stößt er auf den Russen Dimitri, der behauptet, er sei ein Flüchtling. Allerdings entpuppt er sich schon bald als Spion, der für Russland arbeitet. Er gelangt in den Besitz des Gerätes und programmiert die Haie darauf um, die Küsten der USA zu belagern.
Als der Präsident der Vereinigten Staaten davon erfährt, bittet er den Wissenschaftler darum, nicht nur bei der Suche nach dem russischen Terroristen zu helfen, sondern auch um etwas zu bauen, das dem Gerät entgegenwirken und die Vereinigten Staaten retten kann.

## Hintergrund
Der Film wurde über DVD-Vertrieb veröffentlicht. 2016 erschien ebenfalls der Tierhorrorfilm Saltwater: Atomic Shark, in dem es um einen radioaktiven Hai geht, der die Küste Kaliforniens tyrannisiert. Aufgrund des ähnlichen Namens und der Tatsache, dass es in beiden Filmen um Haie geht, wurden die Filme teilweise verwechselt.